# Amsterdam Airlines
Amsterdam Airlines war eine niederländische Charterfluggesellschaft mit Sitz in Amsterdam.

## Geschichte

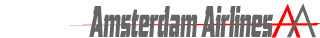
Ehemaliges Logo der Amsterdam Airlines

Amsterdam Airlines wurde im Februar 2008 gegründet und nahm im Juni 2008 ihren Flugbetrieb auf. 
Am 31. Oktober 2011 stellte sie den Flugbetrieb vollständig ein, da ihr nach eigener Aussage aufgrund außergewöhnlicher Umstände kostspielige Beeinträchtigungen des Flugdienstes und ein Lizenzverlust drohten.

## Flugziele
Amsterdam Airlines operierte überwiegend im Charterverkehr und im Wet-Lease. Unter anderem betrieb sie Charterflüge für NORDCAPS, eine militärische Kooperation zwischen Dänemark, Finnland, Island, Norwegen und Schweden, nach Afghanistan.

## Flotte
Mit Stand Oktober 2011 bestand die Flotte der Amsterdam Airlines aus drei Flugzeugen:
- 3 Airbus A320-200